# House of Lords (band)
House of Lords is een Amerikaanse melodic-rockband, die in 1988 was ontstaan uit de band Giuffria.

## Bezetting
Oprichters
- James Christian (zang)
- Lanny Cordola (gitaar)
- Ken Mary (drums)
- Chuck Wright (basgitaar)
- Gregg Giuffria (keyboards)

Huidige bezetting
- James Christian (zang)
- Jimi Bell (gitaar)
- BJ Zampa (drums)
- Chris McCarvill (basgitaar)

Voormalige leden
- Doug Aldrich (gitaar, 1990)
- Michael Guy (gitaar, 1990)
- Dennis Chick (gitaar, 1992)
- Sean McNabb (basgitaar, 1992)
- Tommy Aldridge (drums, 1992)

## Geschiedenis

### Jaren 1980
De band Giuffria, die al twee albums had uitgebracht, tekende in 1988 een contract bij Simmons Records, het toentertijd nieuw opgerichte label van Kiss-bassist Gene Simmons. Simmons wijzigde de bandnaam naar House of Lords en verving zanger David Glen Eisley door James Christian. Simmons vond de demo's wel aardig, die Gregg Giuffria hem had toegestuurd voor Giuffra's derde album, maar de stem van de zanger behaagde hem niet. Chuck Wright stelde daarop James Christian voor, met wie hij had gespeeld in de band L.A. Rocks. Eisley werd vervolgens zanger bij de band Dirty White Boy.
Het gelijknamige debuutalbum werd geproduceerd door Andy Johns en Gregg Giuffria en in 1988 uitgebracht, waarbij Simmons fungeerde als uitvoerend producent. De distributie in Europa werd overgenomen door BMG Ariola. Voor de achtergrondzang werd onder andere de zanger Jeff Scott Soto gecontracteerd. De sound was in vergelijking met Giuffria's eerste twee albums harder geworden en de keyboards werden meer in de achtergrond geplaatst. De critici prezen het album en House of Lords gingen in 1989 als ondersteuning voor Cheap Trick en later voor Scorpions op tournee in de Verenigde Staten. De band had een hit met het nummer I Wanna Be Loved, die zich plaatste in de Billboard Hot 100 (#58). Als tweede single werd het door Stan Bush geschreven nummer Love Don't Lie uitgebracht, echter zonder noemenswaardig succes. In 1990 verliet Lanny Cordola de band en werd vervangen door Michael Guy.

### Jaren 1990
Het volgende album was Sahara, dat met veel gastmuzikanten was opgenomen en verscheen in 1990. Het werd wederom geproduceerd door Andy Johns, deze keer echter in samenwerking met de gehele band. Ook hier was Simmons uitvoerend producent. Bij de opnamen waren de gitaristen Doug Aldrich, Rick Nielsen (Cheap Trick), Chris Impellitteri en Mandy Meyer betrokken. De achtergrondzang werd verzorgd door Robin Zander (Cheap Trick), Mike Tramp, Steve Plunkett, Ron Keel (Keel) en ex-Giuffria-zanger David Glenn Eisley. De eerste single was de Blind Faith-cover Can't Find My Way Home, de tweede single Remember My Name plaatste zich in de Billboard Hot 100 (#72). Kort na dit succes verlieten Chuck Wright en Ken Mary de band.
In 1992 wisselde de band naar Victory Music Inc., de distributie geschiedde via Polygram. Victory bracht Demons Down uit, dat door James Christian tot vandaag als zijn lievelingsalbum wordt aangemerkt. Het werd geproduceerd door David Thoener en House of Lords. Op deze plaat speelden Dennis Chick, Sean McNabb en Tommy Aldridge. De beide overgebleven oorspronkelijke leden waren Gregg Giuffria en James Christian. Daarbij ondersteunden wederom prominente muzikanten de opnamen: Paul Stanley met achtergrondzang bij de song Johnny's Got a Mind Of His Own, Fiona zong ook in de achtergrond en als aanvullende gitaristen traden Tim Pierce, Danny Jacobs en ook weer David Glen Eisley op. Als singles werden Demons Down en de ballade What's Forever For uitgebracht. Nadat de band nog enkele demo's had opgenomen om een nieuw contract en een nieuw label te vinden, werd deze ontbonden.

### Jaren 2000
Tien jaar later kwam de band weer samen in de oorspronkelijke bezetting en gaf enkele concerten in de Verenigde Staten. House of Lords namen nieuwe demo's op en probeerden een nieuw contract te krijgen, dat aanvankelijk tot stand kwam bij Dead Line Music. De band nam het album The Power And the Myth op, echter toen het in 2004 werd uitgebracht, had Giuffria de band al verlaten en de keyboards werden ingespeeld door meerdere sessiemuzikanten. In de loop van de volgende twee jaar verlieten alle leden, afgezien van James Christian, de band. Christian was niet betrokken geweest bij het schrijven van de nummers en was naar eigen zeggen niet akkoord met de richting, die het project insloeg. Hij wilde House of Lords voortzetten in de traditie van de sound van Demons Down, terwijl de andere leden (Wright en Cordola) liever een moderne, alternatieve sound verkozen. De scheiding was onoverkomelijk.
In 2006 lukte het Christian echter om een nieuw team samen te stellen voor het project House of Lords. De zanger was nu eigenaar van alle rechten aan House of Lords, die hij had verkregen van Gregg Giuffria. In een volledig nieuwe bezetting werd het album World Upside Down opgenomen, dat in 2006 verscheen bij het Italiaanse label Frontiers Music, dat zich een naam had verworven door verbintenissen met bekende artiesten van de AOR. Bij hetzelfde label verscheen in 2007 het livealbum Live in the UK, dat echter alleen werd uitgebracht in Europa.
In 2008 bracht de band het album Come to My Kingdom uit en in 2009 volgde Cartesian Dreams, dat werd opgenomen met de bezetting James Christian, Jimi Bell, BJ Zampa en Chris McCarvill. Aanvullend gitaarwerk kwam van Tommy Denander. In 2011 werd het album Big Money uitgebracht. De band was bovendien regelmatig op tournee en in 2007, 2009 en 2012 ook in Duitsland.

## Discografie

### Singles
- 1989: I Wanna Be Loved
- 1991: Remember My Name

### Studioalbums
- 1988: House of Lords (Simmons Records/BMG Ariola) - (lp, cd, cassette)
- 1990: Sahara (Simmons Records/BMG Ariola) - (lp, cd, cassette)
- 1992: Demons Down (Victory Records) - (cd)
- 2004: The Power and the Myth (Dead Line Music)
- 2006: World Upside Down (Frontiers Music)
- 2008: Come to My Kingdom (Frontiers Music)
- 2009: Cartesian Dreams (Frontiers Music)
- 2011: Big Money (Frontiers Music)
- 2014: Precious Metal (Frontiers Music)
- 2015: Indestructible (Frontiers Music)
- 2017: Saint of the Lost Souls (Frontiers Music)
- 2020: New World - New Eyes (Frontiers Music)
- 2022: Saints & Sinners (Frontiers Music)
- 2024: Full Tilt Overdrive (Frontiers Music)

### Livealbums
- 2007: Live in the UK (Frontiers Music)